# 류성훈
류성훈(본명 : 김성훈, 1973년 1월 16일 ~ )은 대한민국의 영화감독 겸 탤런트이다.

## 출연작

### 영화
- 《신이 주신 LUKA》 (2018년) - 주연 쉐도우 역
- 《쓸모없는 것들》 (2016년) - 차남 류성훈 역
- 《난 아니야》 (2015년) - 학주선생님 역
- 《강남 1970》 (2015년) - 현 영등포 간부 역
- 《피크닉》 (2014년) - 김경위 역
- 《신촌좀비만화》 (2014년) - 좀비 역
- 《레드 블라인드》 (2014년) - 북한장교 역
- 《기막힌 하루》 (2013년) - 동철 역
- 《벽》 (2012년) - 반장 No 5 역
- 《탈출》 (2012년) - 조연 신종철 역
- 《하나안》 (2012년) - 건달 역
- 《칸닝구》 (2011년) - 학생주임 역
- 《아저씨》 (2010년) - 골프장 덩치 역
- 《구르믈 버서난 달처럼》 (2010년) - 망나니 역
- 《죽은 자의 말》 (2009년) - 신종철 역
- 《거룩한 계보》 (2006년) - 주중 어깨 역
- 《원탁의 천사》 (2006년) - 형사 역
- 《태풍태양》 (2005년) - 사채 건달 역
- 《주먹이 운다》 (2005년) - 용대 부하 역
- 《투 가이즈》 (2004년) - 용식 일당 역

### TV드라마 방송
- 《내 남자의 비밀》 (2018년, KBS2) - 나이트영업부장 역
- 《우리집 꿀단지》 (2016년, KBS1) - 건달 역
- 《내 마음의 꽃비》 (2016년, KBS2) - 형사 역
- 《나쁜 녀석들》 (2014년, OCN) - 이석진 역
- 《고양이는 있다》 (2014년, KBS1) - 봉식 역
- 《사랑은 노래를 타고》 (2014년, KBS1) - 사내 역
- 《감자별 2013QR3》 (2013년, tvN) - 건달 역
- 《못난이 주의보》 (2013년, SBS) - 사내 역
- 《지성이면 감천》 (2013년, KBS1) - 채권자 역
- 《구가의 서》 (2013년, MBC) - 왈패 역
- 《구암 허준》 (2013년, MBC) - 장정 역
- 《광고천재 이태백》 (2013년, KBS2) - 떡대보스 역
- 《야왕》 (2013년, SBS) - 재소자 역
- 《더 아찔한 소개팅》 (2012년, Mnet) - 행동대장 역
- 《박명수의 돈의 맛》김경진 편 (2012년, 채널A) - 행사 사장 역
- 《전우치》 (2012년, KBS2) - 사냥꾼 도사 역
- 《대풍수》 (2012년, SBS) - 망나니 역
- 《엄마가 뭐길래》 (2012년, MBC) - 건달역
- 《사랑아 사랑아》 (2012년, KBS2) - 사내 역
- 《내 인생의 단비》 (2012년, SBS) - 어깨 역
- 《히어로》 (2012년, OCN) - 한용주 역
- 《불후의 명작》 (2012년, 채널A) - 넘버투 역
- 《무신》 (2012년, MBC) -
- 《닥치고 꽃미남 밴드》 (2011년, tvN) - 도일부덩치 역
- 《뱀파이어 아이돌》 (2011년, MBN) - 사고덩치 역
- 《여자가 두번 화장할 때》 (2011년, JTBC) - 덩치 역
- 《청담동 살아요》 (2011년, JTBC) - 채권자 역
- 《야차》 (2011년, OCN) - 군교 역
- 《브레인》 (2011년, KBS2) - 백상호 역
- 《사랑을 믿어요》 (2011년, KBS2) - 취객 역
- 《내 딸 꽃님이》 (2011년, SBS) - 30대남 역
- 《고봉실 아줌마 구하기》 (2011년, TV조선) - 야쿠자 역
- 《시크릿 가든》 (2010년, SBS) - 은갈치파 역
- 《자이언트》 (2010년, SBS) - 황정연 경호원 역
- 《검사 프린세스》 (2010년, SBS) - 헬스트레이너 역
- 《근초고왕》 (2010년, KBS1) - 진씨장수 역
- 《웃어라 동해야》 (2010년, KBS1) - 형사 역
- 《아직도 결혼하고 싶은 여자》 (2010년, MBC) - 조폭 역
- 《몽땅 내 사랑》 (2010년, MBC) - 긴머리사과파 역
- 《별순검 시즌3》 (2010년, MBC 드라마넷) - 두억시니 역
- 《욕망의 불꽃》 (2010년, MBC) - 사채업자 역
- 《바람 불어 좋은 날》 (2010년, KBS1) - 사채업자 역
- 《엄마도 예쁘다》 (2010년, KBS2) - 덩치 역
- 《국가가 부른다》 (2010년, KBS2) - 주수영조직원 역
- 《전우》 (2010년, KBS1) - 풍산유격대2 역
- 《거상 김만덕》 (2010년, KBS1) - 왈패 역
- 《조선추리활극 정약용》 (2009년, OCN) - 검계 역
- 《살맛 납니다》 (2009년, MBC) - 나무꾼 역
- 《트리플》 (2009년, MBC) - 조폭 역
- 《세남자 2009》 (2009년, tvN) - 건달 역
- 《공주가 돌아왔다》 (2009년, KBS2) - 전단지맨 역
- 《열혈 장사꾼》 (2009년, KBS2) - 나이트영업부장 역
- 《에덴의 동쪽》 (2008년, MBC) - 행동대장 역
- 《타짜》 (2008년, SBS) - 동춘행동대장 역
- 《일지매》 (2008년, SBS) - 군의관 역
- 《너는 내 운명》 (2008년, KBS1) - 나이트영업부장 역
- 《돌아온 뚝배기》 (2008년, KBS2) - 형사 역
- 《큰 언니》 (2008년, KBS2) - 형사 역
- 《바람의 나라》 (2008년, KBS2) - 흑영장군 역
- 《사랑과 야망》 (2006년, SBS) - 당구장조폭 역
- 《강이 되어 만나리》 (2006년, KBS1) - 조폭 역
- 《안녕하세요 하느님》 (2006년, KBS2) - 표사장 오른팔 역
- 《굿바이 솔로》 (2006년, MBC) - 술집 사장 역
- 《지금도 마로니에는》 (2005년, EBS) -학생운동권 형사 역
- 《서동요》 (2005년, SBS) - 호위무사 역
- 《마이걸》 (2005년, SBS) - 클럽사장 역
- 《걱정하지마》 (2005년, KBS2) - 행동대장 역
- 《이 죽일 놈의 사랑》 (2005년, KBS2) - 행동대장 역
- 《해신》 (2005년, KBS2) - 왈패 역
- 《김약국의 딸들》 (2005년, MBC) - 술집사장 역
- 《영재의전성시대》 (2005년, MBC) - 브로커 역
- 《별순검 시즌1》 (2005년, MBC드라마넷) - 왈패 역
- 《토지》 (2004년~2005년, SBS) - 일본 고문관 역
- 《왕꽃 선녀님》 (2004년~2005년, MBC) - 건달 역
- 《이경규의 몰래카메라-가짜 칠순잔치》노홍철 편 (2004년, MBC) - 행동대장 역